# Metalasia
Metalasia es un género de plantas con flores perteneciente a la familia de las asteráceas. Comprende 94 especies descritas y de estas, solo 51 aceptadas. Es originario de Sudáfrica.

## Taxonomía
El género fue descrito por  Robert Brown  y publicado en Observ. Compos. 124. 1817.

## Algunas especies
A continuación se brinda un listado de las especies del género Metalasia aceptadas hasta agosto de 2012, ordenadas alfabéticamente. Para cada una se indica el nombre binomial seguido del autor, abreviado según las convenciones y usos.
- Metalasia acuta P.O.Karis
- Metalasia adunca Less.
- Metalasia agathosmoides Pillans
- Metalasia albescens P.O.Karis
- Metalasia alfredii Pillans
- Metalasia aurea D.Don
- Metalasia bodkinii L.Bolus
- Metalasia brevifolia (Lam.) Levyns
- Metalasia calcicola P.O.Karis